# Angharad James-Turner
Angharad James-Turner (Haverfordwest, 1 juni 1994) is een voetbalspeelster uit Wales. Ze speelt als middenvelder voor OL Reign in de NWSL.

## Clubcarrière
James-Turner voegde zich op zestienjarige leeftijd in 2010 bij de jeugdacademie van Arsenal na uit te zijn gekomen voor Manorbier Ladies in Pembrokeshire. Ze maakte haar debuut in de hoofdmacht van Arsenal op 5 oktober 2011 door in de 63ste minuut in te vallen voor Gilly Flaherty in een 6-0 overwinning op het Wit-Russische Bobruichanka Bobruisk in de Champions League 2011/12.

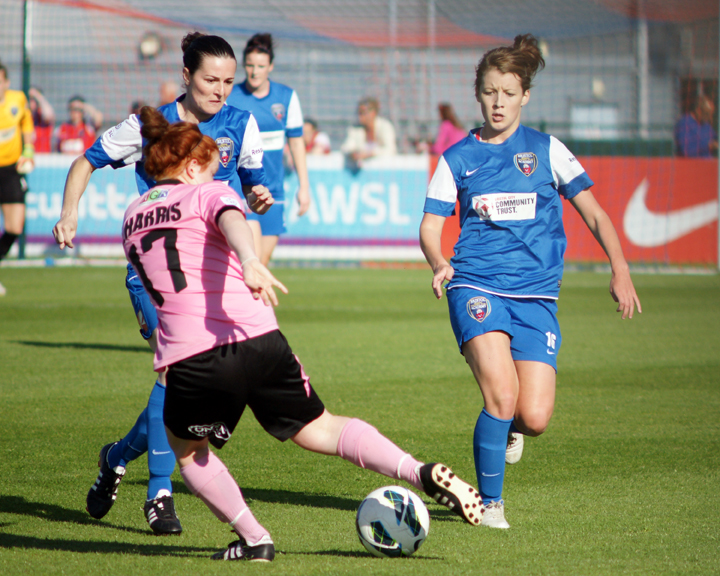
James-Turner als speelster van Bristol Academy in juni 2013

Voorafgaand aan het seizoen 2012 werd James-Turner gecontracteerd door Maek Sampson voor de Bristol Academy. Ze maakte haar debuut voor Bristol op 22 april 2014 door in de 60ste minuut in te vallen voor Molly Clarke in een 0-1 thuisnederlaag tegen Notts County.  Op 26 mei 2023 verscheen James-Turner als invalster in de FA Cup finale tegen haar oude club Arsenal. Deze ging met 3-0 verloren. In het seizoen 2013 kwam James-Turner tot dertien wedstrijden en wist met haar club op de hoogste positie ooit te eindigen, de tweede plaats in de Super League achter Liverpool. De concurrent uit Liverpool bezegeld de titel door op de laatste speeldag met 2-0 van Bristol te winnen. Tijdens het seizoen 2015 ging het Bristol minder voor de wind en was degradatie aan het einde van het seizoen een feit. Na de degradatie en 83 wedstrijden uit te zijn gekomen voor Bristol, liet James-Turner de club achter zich.
James-Turner tekende in maart 2016 een contract bij Notts County, waarmee ze behouden bleef voor de Super League. In het seizoen 2016 kwam ze tot achttien wedstrijden. Twee dagen voor de start van het seizoen 2017, verliet ze de club.
Na het ontbinden van Notts County, tekende James-Turner op 16 mei 2017 een kortstondig contract bij het gepromoveerde Yeovil Town. Ze maakte vier keer haar opwachting en maakte een doelpunt in een 2-1 nederlaag tegen Sunderland. Yeovil eindigde het seizoen op de laatste plaats, waarna James-Turner de club verliet.
In juli 2017 James-Turner een contract bij het naar de Super League gepromoveerde Everton FC. In twee seizoenen bij de club maakte ze in 43 van de 47 competitiewedstrijden haar opwachting voor The Toffees.
In juli 2019 maakte James-Turner de overstap naar competitiegenoot Reading FC. James-Turner maakte op 17 november 2019 haar eerste doelpunt voor Reading in een 3-3 gelijkspel tegen Bristol City. Op 7 oktober 2020 was ze aanvoerster toen haar club met 4-0 won van tweede divisionist Charlton Athletic in de League Cup door absentie van Natasha Harding. James-Turner maakte haar enige andere doelpunt voor Reading in een 2-2 gelijkspel tegen Aston Villa op 23 januari 2021. Op 24 februari 2021 maakte Reading bekend dat zij en James-Turner een overstap naar het Amerikaanse North Carolina Courage overeen waren gekomen. Na 48 optredens en twee doelpunten verliet ze Reading. James-Turner was een van de drie speelsters die alle 1980 minuten speelde, samen met Grace Fisk van West Ham United FC en Millie Turner van Manchester United
James-Turner maakte haar debuut voor North Carolina Courage op 23 juni 2021 door in de basis te starten tegen Racing Louisville. Haar eerste en enige doelpunt in de NWSL voor North Carolina Courage maakte James-Turner op 25 september 2021 in een 3-1 nederlaag tegen NJ/NY Gotham FC. Ze kwam tot zeventien optredens in haar debuutseizoen in de NWSL.
Door een samenwerkingsverband met San Diego Wave en Orlando Pride maakte James-Turner de overstap naar laatstgenoemde club. Ze maakte voor $275,000 de overstap, terwijl de Amerikaanse Alex Morgan acht dagen later de omgekeerde weg behandelde. In Orlando werd James-Turner weer ploeggenote van haar verloofde Amy James-Turner. Het was voor het eerst sinds 2016 dat het koppel weer samen voetbalde.
James-Turner debuteerde op 19 maart 2022 in een thuiswedstrijd tegen Washington in de NWSL Challenge Cup. Na nog vier bekerwedstrijden maakte ze op 2 mei 2022 in een wedstrijd tegen Gotham FC haar competitiedebuut voor Orlando.
Op 28 juli 2022 kwamen James-Turner en Orlando Pride een contractontbinding overeen.
Op 30 juli 2022 werd bekend dat James-Turner een tweejarig contract had getekend bij Tottenham Hotspur, met de optie voor een derde jaar.
Na anderhalf seizoen keerde James-Turner terug naar de Verenigde Staten, waar ze een verbintenis tekende bij OL Reign tot het einde van het seizoen 2025.

## Statistieken
| Seizoen | Club                   | Land             | Competitie   | Wedstrijden | Doelpunten |
| ------- | ---------------------- | ---------------- | ------------ | ----------- | ---------- |
| 2015    | Bristol City           | Engeland         | Super League | 1           | 1          |
| 2017    | Yeovil Town            | Engeland         | Super League | 1           | 1          |
| 2019/20 | Reading FC             | Engeland         | Super League | 14          | 1          |
| 2020/21 | Reading FC             | Engeland         | Super League | 22          | 1          |
| 2021    | North Carolina Courage | Verenigde Staten | NWSL         | 17          | 1          |
| 2022    | Orlando Pride          | Verenigde Staten | NWSL         | 6           | 0          |
| 2022/23 | Tottenham Hotspur FC   | Engeland         | Super League | 22          | 0          |
| 2023/24 | Tottenham Hotspur FC   | Engeland         | Super League | 11          | 0          |
| 2024    | OL Reign               | Verenigde Staten | NWSL         | 15          | 1          |
| 2025    | OL Reign               | Verenigde Staten | NWSL         | 10          | 0          |
| Totaal  | Totaal                 | Totaal           | Totaal       | 119         | 6          |

Laatste update: 16 juni 2025

## Interlandcarrière
James-Turner maakte op zeventienjarige leeftijd haar debuut voor het Welshe nationale team in een 2-2 gelijkspel tegen Schotland in Tynrcastle Park in de kwalificatiereeks voor het EK 2013. Ze maakte haar eerste interlanddoelpunt door op 29 februari 2012 de winnende 1-0 treffer te maken in de 92ste minuut tegen Portugal op de Algarve Cup. Op 6 september 2022 speelde James-Turner haar honderdste interland in een kwalificatieduel tegen Slovenië voor het WK 2023. In deze wedstrijd wist Wales zich voor het eerst te plaatsen voor de play-offronde. James-Turner werd op 4 oktober 2024 benoemd tot nieuwe aanvoerster van Wales. Als aanvoerder leidde se haar team naar deelname aan het EK 2025, het eerste eindtoernooi in de geschiedenis van het Welshe vrouwenvoetbalelftal.

## Persoonlijk
Op 23 december 2020 maakten James-Turner en Amy Turner, eveneens voetbalster, bekend te gaan trouwen. Ze trouwden in juni 2023. Sinds 2024 komt Angharad uit onder de naam James-Turner.